# Sven Müller (Fußballspieler, 1996)
Sven Tobias Müller (* 16. Februar 1996 in Köln) ist ein deutscher Fußballtorwart.

## Karriere

### Verein
Müller wechselte 2004 vom SC West Köln in die Jugend des 1. FC Köln. Nachdem er dort die U-17 und die U-19-Mannschaft durchlaufen hatte, kam er ab 2014 bei der zweiten Mannschaft der Kölner in der Regionalliga West zum Einsatz. Im März 2016 unterschrieb Müller einen Profivertrag und stieg zur Saison 2016/17 zum dritten Torhüter der Kölner Erstligamannschaft auf. Weil Timo Horn wegen der Abstellung zu den Olympischen Spielen 2016 und Thomas Kessler aufgrund einer Verletzung nicht zur Verfügung standen, debütierte Müller am 20. August 2016 in der ersten Runde des DFB-Pokals beim 7:0-Sieg gegen den BFC Preussen. Am 2. Spieltag der Saison 2016/17 gab er zudem beim 0:0 gegen den VfL Wolfsburg sein Bundesligadebüt.
Zur Saison 2018/19 schloss Müller sich als Ersatztorhüter dem Drittligisten Karlsruher SC an. Seinen ersten Pflichtspieleinsatz für Karlsruhe absolvierte er, als er am 23. Februar 2019, dem 25. Spieltag beim 0:0 gegen die Sportfreunde Lotte für den verletzten Stammtorhüter Benjamin Uphoff eingewechselt wurde. Es kam noch zu einem weiteren Einsatz für Karlsruhe in dieser Saison, an deren Ende für Müller und den KSC der Aufstieg in die Zweite Bundesliga stand, wenngleich Müller selbst aufgrund anhaltender Bandscheibenbeschwerden gegen Ende nicht mehr zur Verfügung stand. Nachdem die Beschwerden auch in der Vorbereitungsphase auf die Saison 2019/20 erneut auftraten, unterzog sich Müller einer Operation.
Nachdem Müller zu keinem weiteren Einsatz beim KSC gekommen war, unterschrieb er zur Saison 2020/21 einen Vertrag bis Juni 2022 beim Drittligisten Hallescher FC. Nach 10 Gegentoren in den ersten vier Ligaspielen ersetzte er Kai Eisele als Stammtorwart, der ihn im Verlauf der Saison aufgrund einer Verletzung nochmals vertrat, den Posten im Tor danach jedoch erneut an Müller abgeben musste. In der Saisonvorbereitung 2021/22 verlor er seinen Platz im Tor an Tim Schreiber.
Im Sommer 2022 wechselte er ligaintern zu Dynamo Dresden. Am 19. Juni 2023 wurde die Auflösung des Vertrags bekannt. Er schloss sich daraufhin wieder seinem früheren Verein Hallescher FC an.

### Nationalmannschaft
Zudem absolvierte Müller ein U-15-Länderspiel. Dieses war der 2:0-Sieg gegen Polen am 11. November 2010.